# 農業廢棄物
農業廢棄物（英語：Agricultural waste）指的是來自農業活動（主要是耕地和園藝活動）而產生的植物殘渣。農業廢棄物是農作物中未用作人類或動物食物的部分。這類作物殘留主要是莖和葉的部分。估計此類廢棄物平均可佔農作物重量的80%。
世界上最常見的四種農作物是甘蔗、玉米、穀物和水稻。每年生產這四類農作物的總重量超過165億公噸。由於其中的80%會成為農業廢棄物，數量極為可觀。 歐盟每年產生約7億公噸的農業廢棄物。

## 回收

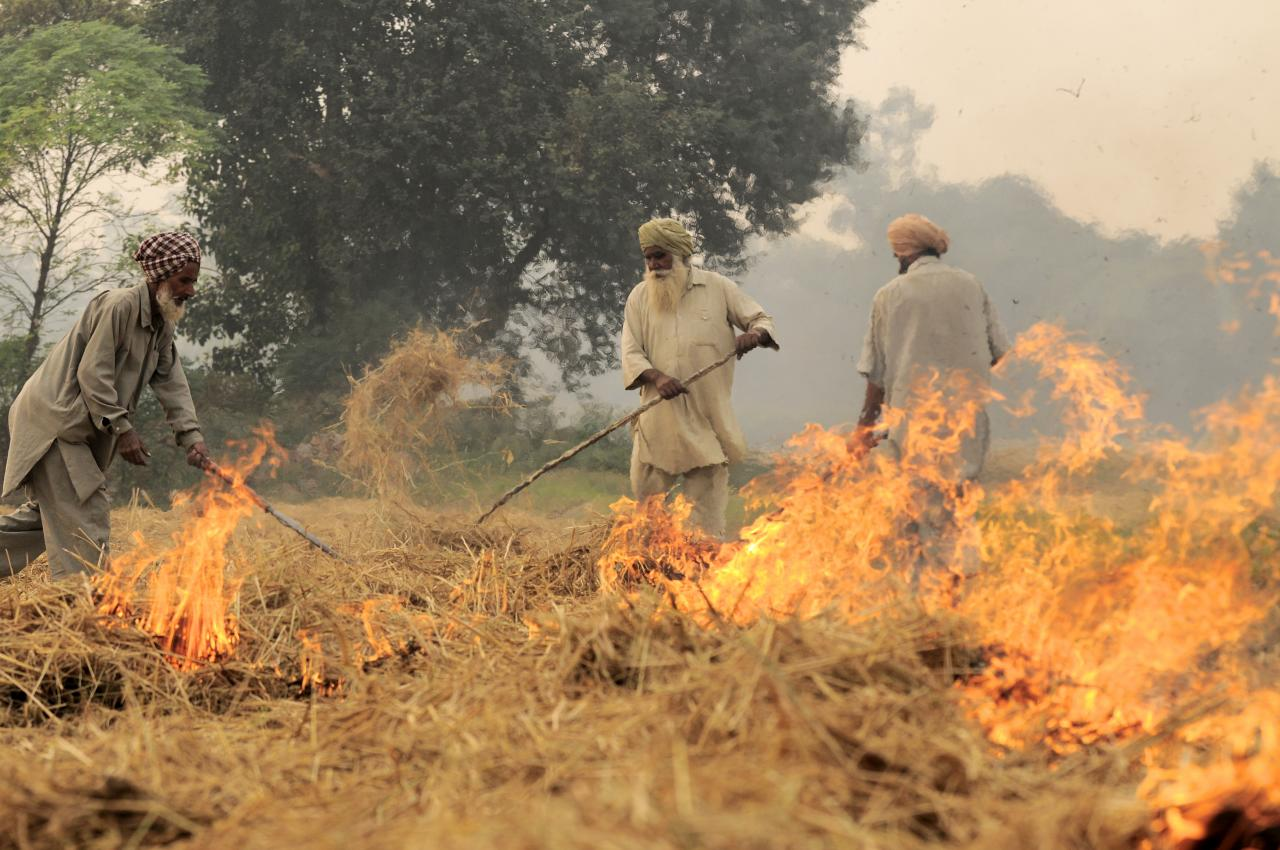
印度旁遮普邦東南部的農民焚燒收割後的水稻殘餘，為改種小麥做準備。

農業廢棄物的主要成分為纖維素、半纖維素和木質素，不易消化，如未經加工處理，不適合作動物飼料用途。
全球處理農業廢棄物的方式，大多數是利用焚燒，或是在發電廠作為生物質燃料，或就是單純的在田地內露天燃燒。在田地焚燒的方式稱為秸稈焚燒，這種做法在中國和印度（兩國人口約佔世界人口的3分之1）仍很普遍。焚燒農業廢棄物，讓其中有價值的物質化為二氧化碳、煙霧、懸浮微粒和灰燼，而非重新利用，製成新產品。
而今有越來越多農業廢棄物被用於新用途。可從其中萃取的物質主要有三類：蛋白質、含纖維素物質，以及精油和類胡蘿蔔素等生物活性化合物。人們將此類物質以純化形式分離的能力越來越強，而把農業廢棄物的經濟價值提升。

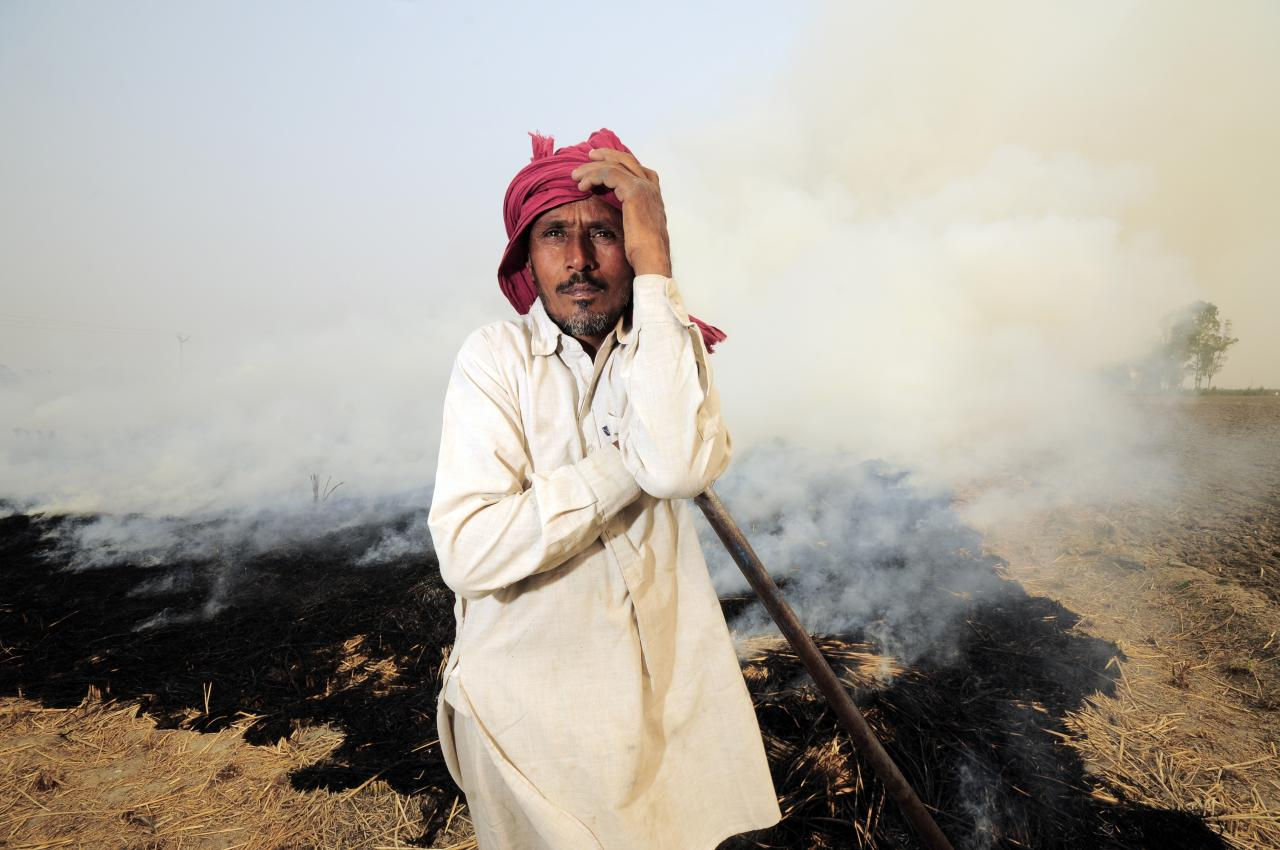
印度農民仍採大規模焚燒的方式處理農業廢棄物，造成嚴重的空氣污染。

## 對環境的影響
世界人口和牲畜數目均在增長，對糧食需求也不斷升高。歐洲人均每日消耗的肉類為165克。全世界每人年均消耗的肉類為75磅。全球自1990年以來，肉類消費量已增加一倍多。估計生產1公斤（2.2磅）牛肉平均需要消耗25公斤（55磅）農作物。為生產這類食物也產生越來越多的農業廢棄物。
大量的農業廢棄物會對環境和棲息地產生負面影響，例如由於排放溫室氣體、產生難聞的氣味以及生成有毒液體並滲入水源。 
頻繁以及大規模的焚燒農業廢棄物，會產生有毒煙霧，對曝露於此的人們造成健康危害。尤其是全球每年的初秋均有大規模焚燒農業廢棄物的活動，頻頻引發大規模霧霾發生。
世界衛生組織 (WHO) 將燃燒農業廢棄物而產生的煙霧確定為空氣污染的最大來源之一。各種來源的空氣污染每年導致全球700萬人死亡，其中包含650,000名兒童。
在田間燃燒農業廢棄物除對空氣品質產生影響外，也會對土壤肥力、經濟發展和氣候產生負面影響。缺乏對環境友好的農業廢物管理會進一步導致人類和動物受害、水污染、土壤侵蝕和生物多樣性降低等。

圖像呈現衡量廢棄物管理流程的工具 - 廢棄物管理等級。

根據廢棄物管理等級，為產生能源而燃燒農業廢物是比回收或再利用較不環保的處理方法。此外，焚燒以產生能源只能進行一次，而轉化為消費品（例如用農業廢棄物製成紙張）可再循環利用7次。最終仍可加以燃燒作為能源，甚至可透過發酵轉化為沼氣，或是堆肥。
為減少農業廢棄物對地球產生負面影響，已有公司專注於開發新技術，讓其得到充分應用。

## 應用
全球已有幾家公司使用農業廢棄物來製造新產品。這類廢棄物的再利用符合人們追求的循環經濟。在當今生產活動中，主要採用的是初級原材料。而農業廢棄物是種二次原材料，它們是現有行業產生的殘餘（廢棄物），而可作為新應用的原材料。越多重複使用原本為廢棄物，作為生產過程的原材料，將有助於實現歐盟於2050年達成循環經濟的目標。

### 紙和紙板
一家名為PaperWise的荷蘭公司將農業廢棄物中的莖和葉用作生產可持續性紙張和紙板的原材料，取代原來取自樹木的纖維素。這表示樹木不需為造紙而被砍伐，可留下繼續吸收二氧化碳並將其轉化為氧氣。PaperWise的產品雖由農業廢棄物製成，仍具有良好品質，可作印刷用紙等用途。產品還用於生產可持續性包裝材料和環保辦公產品等用途。

### 生質油料
Vertoro公司是Brightlands Chemelot Campus、帝斯曼、研究基金會Chemelot InSciTe、馬斯垂克大學和埃因霍溫理工大學 (TU/e) 間公私合作夥伴關係的衍生公司，這家公司正利用農業廢棄物生產各式產品，其中包含100%的生質油料，可作化石石油的替代品。

### 皮革
Fruitleather Rotterdam公司以被拋棄的水果（不符合連鎖超市要求，如形狀不直的黃瓜或稍微變形的番茄），此類佔比達到40%）為原料製作手袋和鞋子。Fruitleather Rotterdam公司開發出環保友善的生產工藝，把水果廢料轉化為可持續性的類皮革材料。

### 餐飲一次性用品
美國的Eco-Products公司銷售由各種農業廢棄物製作的一次性餐飲用品。這些用品供活動、派對和一次性的場合使用。

### 燃料
在芬蘭，乳製品生產商Valio和能源公司St1成立合資公司Suomen Lantakaasu，以生產可持續性運輸燃料。使用的是以該國的動物糞便和農業廢棄物為原料所生產的沼氣。

### 塑料
PlasticFri公司是家生產可持續性生物複合材料的瑞典初創公司。這家公司的專有技術可從農業廢棄物和非食用植物中萃取纖維材料，以製造一種環保塑料替代品。 PlasticFri公司的材料不含有害物質，可完全生物降解。 

## 體認
開發中國家的大多數農民都不知道農業廢棄物可應用製造替代產品，而認為燃燒是唯一途徑。因此需要開展大規模的宣傳計劃，以便達成：
- 將農業廢棄物視為循環經濟中的原材料來源。
- 針對焚燒和掩埋等低階廢棄物處理方式所產生的不利影響進行教育。
- 教育農民，讓其了解在廢棄物管理等級的上層有經濟上可行的做法，而這類做法對其本身和環境均有益處。